# Gustavo Dudamel

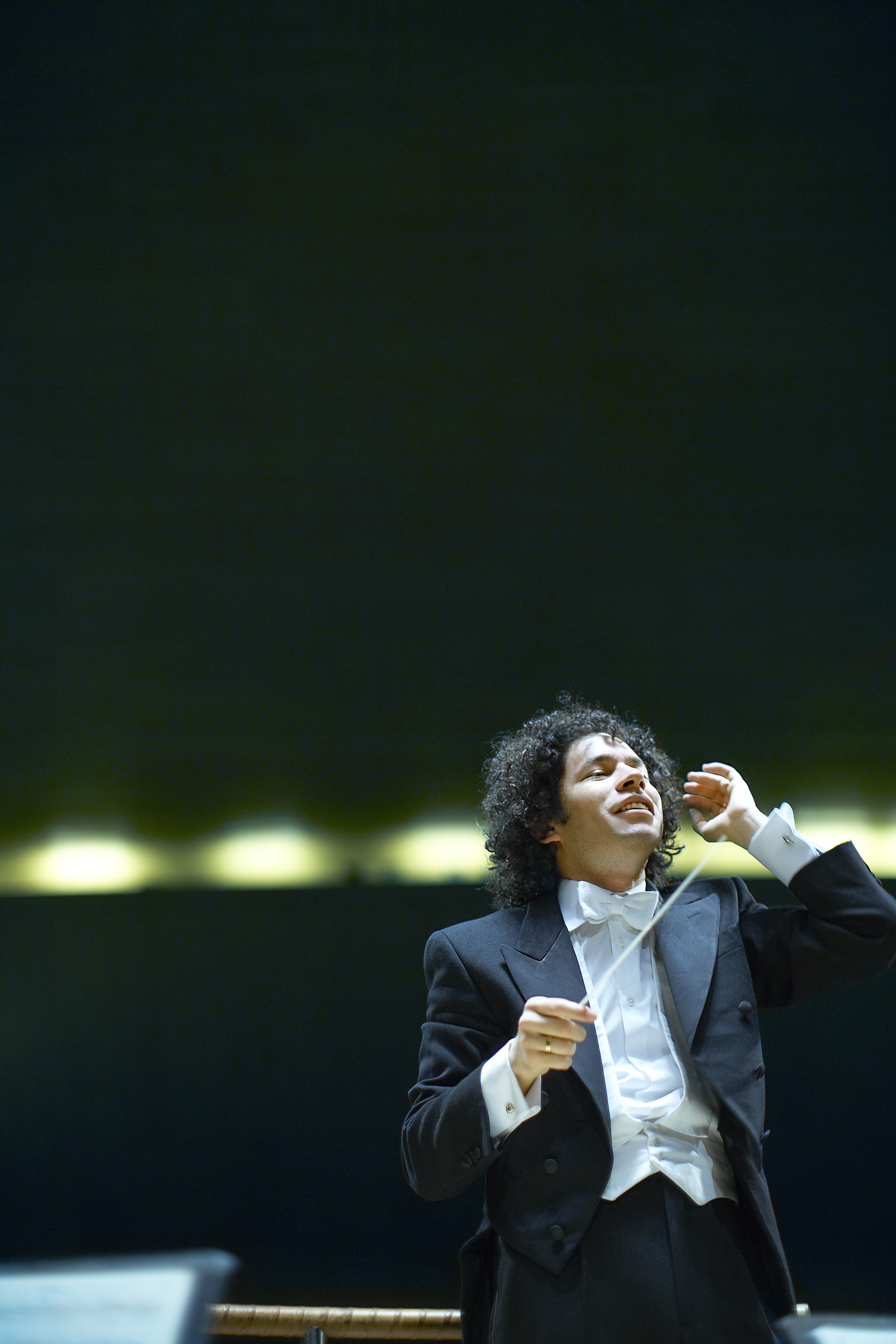
Gustavo Dudamel 2011.

Gustavo Adolfo Dudamel Ramírez, född 26 januari 1981 i Barquisimeto, är en venezuelansk dirigent.
Dudamel är sedan 1999 konstnärlig ledare för Simón Bolívar-ungdomsorkestern i Venezuela. Han vann 2004 Bamberger Symphonikers dirigeringstävling till minne av Gustav Mahler. Han var chefsdirigent för Göteborgs Symfoniker från och med säsongen 2007/2008 till och med 2011/2012 och är musikalisk ledare för Los Angeles Philharmonic sedan 2009/2010. Han var dirigent på Nyårskonserten från Wien 2017. År 2026 ska han tillträda som ledare för New York Philharmonic.
Han utsågs 2010 till Årets göteborgare och 2012 till hedersdoktor vid Göteborgs universitet. Dudamel tilldelades Teskedsordens stipendium för att ”han på ett banbrytande sätt och med stort engagemang gör den klassiska musiken tillgänglig för barn och ungdomar, från de fattiga i hemlandet Venezuela till Göteborgs förorter, under temat ”things can change through music””.